# Jacques Fesch
Jacques Fesch (6. dubna 1930, Saint-Germain-en-Laye – 1. října 1957, La Santé) byl v roce 1957 kvůli loupežnému přepadení, při kterém zastřelil policistu, odsouzen na smrt a následně popraven. Při svém tříletém pobytu ve vězení se obrátil na katolickou víru. 36 let po jeho popravě započal bývalý kardinál a pařížský arcibiskup, Jean-Marie Lustiger, proces jeho blahořečení.

## Rodina a vzdělání
Jacques Fesch byl synem bohatého kupce z Belgie. K předkům rodiny Fesch také patří příbuzenské pouto s kardinálem Josephem Feschem, strýcem Napoleona Bonaparte. Vzdělání se Jacquesovi dostalo mezi lety 1938 a 1947 na Ecole Saint-Erembert a později také na Lycée Claude Debussy v Paříži. Od roku 1950 do roku 1951 absolvoval základní vojenskou službu u francouzských ozbrojených sil v Německu.
V roce 1951 se Jacques Fesch oženil s Pierrette Polack, se kterou se mu narodila dcera Veronique. Později zanechal své práce v otcově bance a opustil svou manželku kvůli jiné ženě, se kterou měl syna jménem Gérard. Jeho snem byla cesta lodí po jižním Pacifiku. Jeho rodiče však odmítli mu takovouto cestu financovat.

## Přepadení, proces a poprava
Dne 24. února 1954 přepadl Jacques Fesch směnárníka Alexandra Silbersteina, který se ubránil a alarmoval policii. Jacques však neměl svoje brýle, což mu dělalo kvůli jeho problému se zrakem veliké potíže. Zmateně vystřelil a trefil policistu Jeana Vergneho, kterého takto zabil. Jacques sice mohl uniknout do metra, byl však policií na místě zatčen. 6. dubna 1957, na jeho narozeniny, jej odsoudil pařížský soud na smrt pod gilotinou. Byl popraven 1. října 1957 ve věznici La Santé katem André Obrechtem a pochován na hřbitově v Saint-Germain-en-Laye.

## Návrh blahořečení
Po svém obrácení ve vězení sepsal Jacques Fesch mnoho mystických spisů. Též se usmířil se svou rodinou a den před popravou si vzal svou manželku Pierrette Polack s církevním obřadem. Svůj deník končí slovy: Za pět hodin uvidím Ježíše Krista.
Po své smrti začal být Jacques Fesch mnoha katolíky považován za příklad vykoupení skrze křeťanskou víru. Jeho manželka a dcera Veronique se starají o jeho odkaz v jeho spisech, které sepsal ve vězení. S jejich souhlasem zpracovali jeho literární pozůstatky pater Augustin-Michel Lemonnier, karmelitánka sestra Veronika a pater Giacomo Maria Medica SDB. V sedmdesátých letech byly Feschovy spisy poprvé publikovány a od té doby častěji vydávány a překládány do dalších jazyků. 21. září 1987 předložila jeho manželka Pierette pařížskému arcibiskupovi jeho spisy a petice, kvůli započetí procesu jeho blahořečení. Tento proces zaháji Jean-Marie Lustiger v roce 1993.

## Na pódiu a ve filmu
Příběh konverze Jacquese Fesche byl ve Francii dvakrát zfilmován: Le glaive et la balance (1989) a Retour en grâce (1995).
V roce 2009 se v Paříži konala premiéra divadelní hry o jeho obrácení pod režií Marie Blanco. Příběh tohoto muže však není známý jen v jeho rodné Francii. 11. března 2018 měla premiéru v Divadle Andreje Bagara hra Spomeň si na mňa, kterou režírovala sr. Mária Marthe Gálová a ve které účinkovali především studenti Gymnázia sv. Cyrila a Metoděje v Nitře.

## Práce
- FESCH, Jacques. Lumière sur l’échafaud ; suivi de Cellule 18 : lettres de prison de Jacques Fesch, guillotiné le 1er octobre 1957 à 27 ans. Paris: Éditions Ouvrières, 1991. ISBN 2-7082-2833-1.
- FESCH, Jacques. Dans 5 heures je verrai Jésus!: Journal de prison. 3rd. vyd. [s.l.]: Fayard – Le Sarment, 1998. ISBN 2-86679-168-1.